# 피아트 크로노스

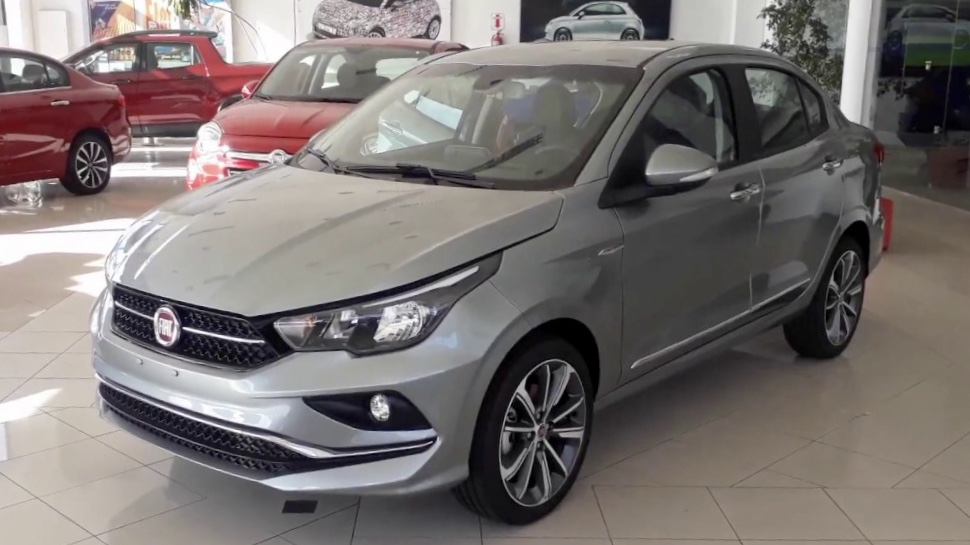
피아트 크로노스

피아트 크로노스(Fiat Cronos)는 이탈리아 자동차 제조업체 피아트가 2018년 2월에 출시한 소형차로, 아르고 해치백을 기반으로 하였다. 라틴 아메리카 시장 전략 세단이다.
크로노스는 2018년 2월에 공개되었다. 아르고 소형 해치백의 3박스 세단 버전으로 개발되었다. 전면 플랫폼, 내부, 전면 도어의 일부를 아르고에서 가져왔으며, 전체적으로 약 30%의 구성 요소가 아르고에서 유래되었다.